# Snårestads församling
Snårestads församling var en församling i Lunds stift och i Ystads kommun. Församlingen uppgick 2002 i Ljunits församling.

## Administrativ historik
Församlingen har medeltida ursprung. 
Församlingen var till 2002 annexförsamling i pastoratet Balkåkra och Snårestad som från 2 maj 1787 även omfattade Skårby församling och från 1962 Sjörups församling och Bjäresjö församling. Församlingen uppgick 2002 i Ljunits församling.

## Kyrkor
- Snårestads kyrka från 1925

Från 1867 till 1925 var Marsvinsholms kyrka församlingskyrka för hela pastoratet.